# Dominica
Dominica, formellt Samväldet Dominica, är en republik inom Samväldet (före detta Brittiska samväldet) i Västindien och ligger mellan öarna Guadeloupe och Martinique.

## Historia
Columbus kom till Dominica i november 1493. Det skedde på en söndag (dominica latin, "herrens dag", alltså söndag). Ön blev spansk, stod senare växelvis under franskt och brittiskt styre.
Dominica var den sista karibiska ön som koloniserades av européerna, vilket främst berodde på den inhemska befolkningens hårda motstånd. Ursprungsbefolkningen, kalinago-folket, fick förstärkning från fränder som flydde från andra öar då européerna kom, och dessa motsatte sig häftigt alla bosättningsförsök.
Efter spanjorernas misslyckade försök att bosätta sig på ön gjorde Frankrike anspråk på Dominica 1635 och franska missionärer blev de första europeiska bosättarna på ön. I Parisavtalet 1763 övergick ön dock till att bli en brittisk besittning. Några franska försök att återta ön gjordes, men 1805 blev den definitivt en brittisk koloni.
Efter det brittiska slaveriets avskaffande 1838 hade Dominica under ett antal år den unika ställningen som den enda brittiska kolonin med svart majoritet i den lokala lagstiftningsförsamlingen, men efter protester från de vita blev det en kronkoloni 1896 med minskat inflytande för de svarta. Efter att ha ingått i den misslyckade Västindiska Federationen 1958 blev Dominica ett självständigt land 1978. Långvarig underutveckling under den koloniala tiden och ett antal orkaners förödande härjningar gjorde det dock svårt att föra landet mot en bättre ekonomisk utveckling.

## Geografi

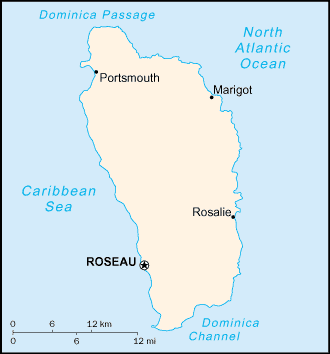
Dominica.

### Topografi och hydrografi
Dominica är en ö med bergig terräng och vulkaniskt ursprung. En framträdande bergskedja sträcker sig från norr till söder, men avbryts i mitten av en slätt. Diablotin, som når 1 447 meter över havet, är öns högsta berg och ligger i norr, medan Trois Pitons (1 387 m) och Wattbergen (1 224 m) finns i den södra delen av bergskedjan. Vulkanismen märks genom heta källor, svavelområden och sjön Boiling Lake, som ligger i södra delen av ön på 710 meters höjd. Sjöns yta kan ibland stiga med en meter på grund av gastrycket underifrån.
Ett nätverk av floder för bort den stora mängden regn som faller på ön. Layou-floden rinner mot väster från den centrala slätten, medan floderna Pagua och Castle Bruce avvattnar områden mot öster.

### Klimat
På Dominica råder ett tropiskt klimat som mildras av passadvindar. Regnvädren är många och kraftiga, och kan orsaka översvämningar. Under sensommaren förekommer svåra orkaner som har drabbat området hårt, bland annat 1979–1980, 1994–1895 och i september 2017 då ön drabbades hårt av en orkan med styrkan 5 (av 5). Dessa har skadat jordbruket som är huvudnäring.

### Växt- och djurliv

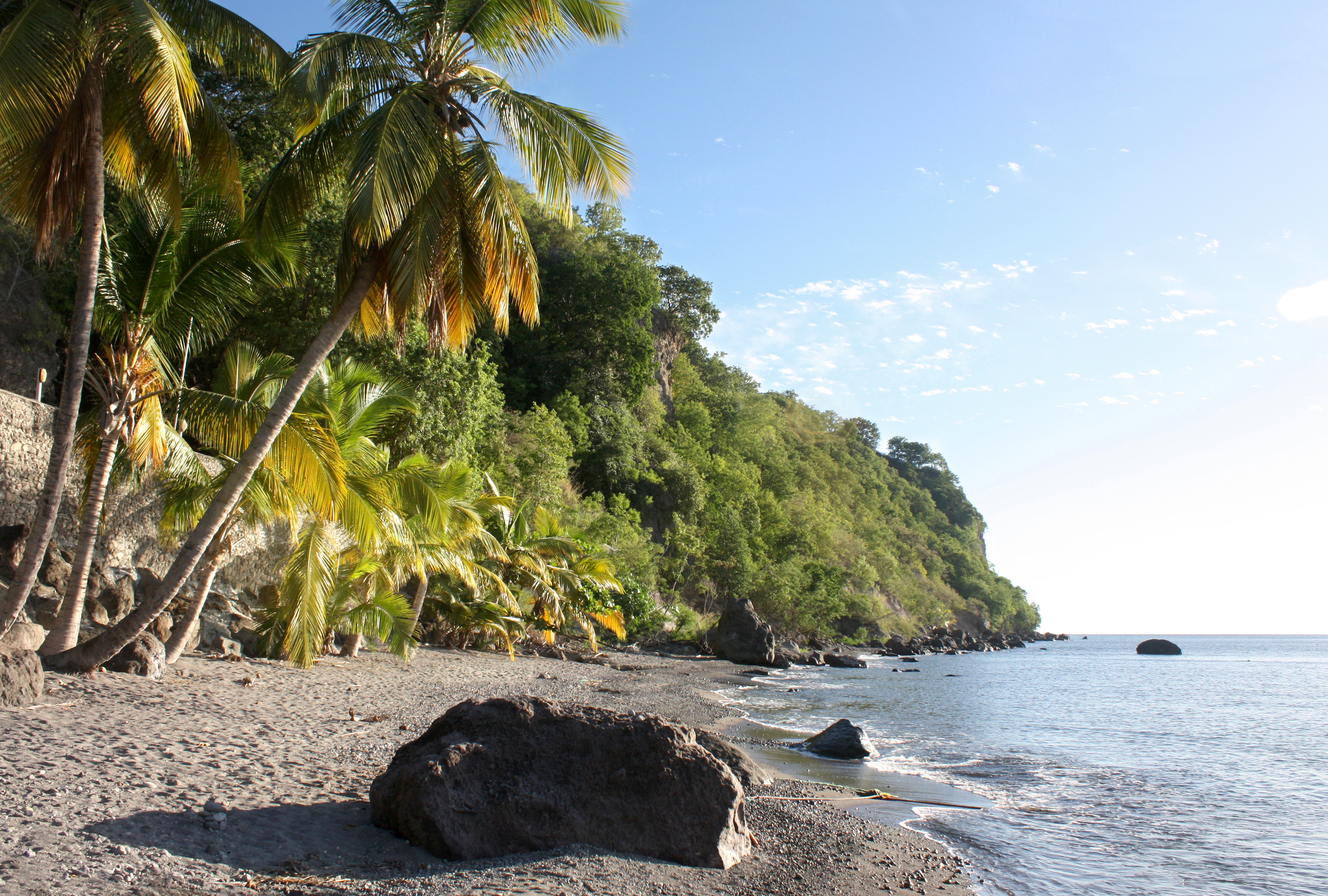
Stranden vid Batalie Bay i Dominica.

Dominicas bördiga jordar ger näring åt en frodig tropisk regnskog. Två papegojarter, kejsaramazon (Amazona imperialis) och rödhalsad amazon (Amazona arausiaca), lever endast i öns bergsregnskogar.

### Naturskydd
År 2010 hade Dominica tre nationalparker, där Morne Trois Pitons är den största och även är ett världsarv.

## Styre och politik

### Författning och styre
Dominica blev en självständig republik inom Brittiska samväldet år 1978. Landets president väljs av parlamentet för en femårsperiod och kan väljas om en gång. Kandidater till posten nomineras gemensamt av premiärministern och oppositionsledaren. För att kvalificera sig måste kandidaten vara dominikisk medborgare, ha fyllt 40 år och ha varit bosatt i landet i minst fem år före nomineringen. Sedan självständigheten har alla presidenter fram till 2023 varit män. Sylvanie Burton, född 1965, är den första kvinnliga presidenten och tillträdde samma år. Den verkställande makten utövas i huvudsak av regeringen under ledning av premiärministern.
Dominicas parlament är en kammare och består av 21 folkvalda ledamöter samt nio senatorer som antingen väljs eller utnämns av presidenten. Parlamentet inkluderar även talmannen och justitiekanslern som ledamöter.

### Administrativ indelning
Dominica är indelat i tio församlingar (parishes): St Andrew, St David, St George, St John, St Joseph, Saint Luke, St Mark, St Patrick, St Paul och St Peter.

### Politik

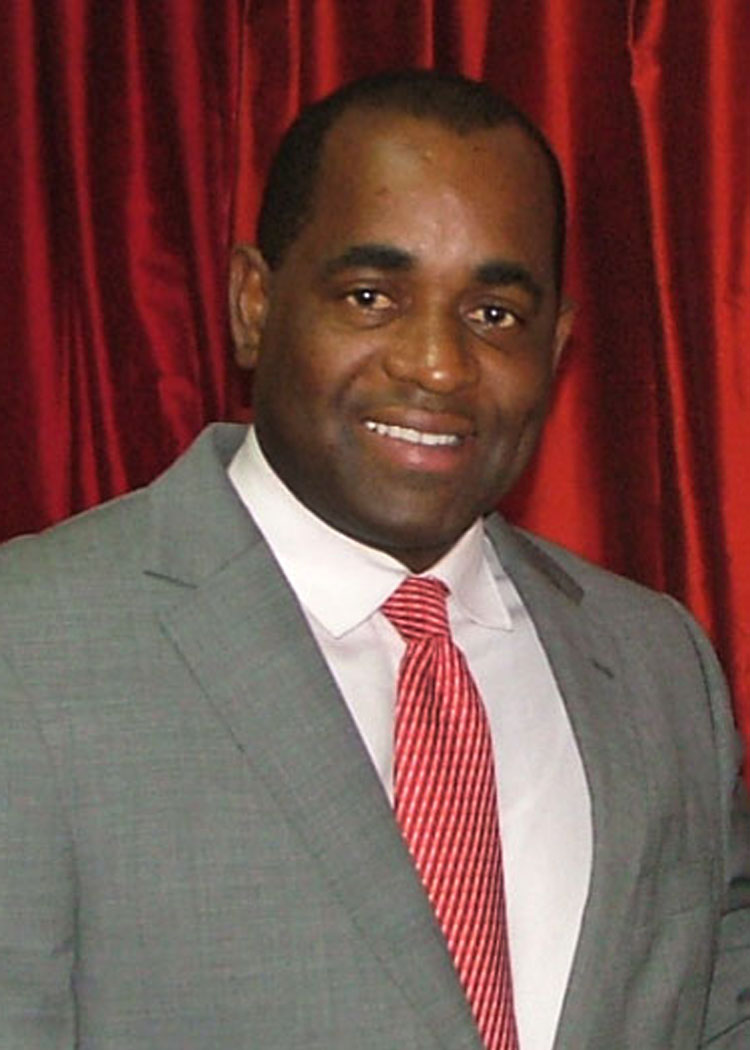
Nuvarande premiärminister Roosevelt Skerrit.

Den förste premiärministern, socialisten Patrick John, tvingades avgå 1979 efter flera politiska skandaler. Han ersattes av den konservativa Mary Eugenia Charles (Västindiens första kvinnliga regeringschef) och hon satt kvar till 1995. Under Charles ledning stärktes banden med USA såväl militärt som ekonomiskt. I samband med 1995 års val förlorade de konservativa makten. De ersattes av en center-vänster-regering under ledning av Edison James.
I de allmänna valen år 2000 besegrades det tidigare regeringspartiet Dominicas förenade arbetarparti, UWP, av det något mer vänsterorienterade Dominicas arbetarparti, DLP. Detta parti vann valet igen 2005 då Roosevelt Skerrit blev premiärminister och även år 2009 då DLP kraftigt förstärkte sin ställning och tog 18 av 21 platser i parlamentet. I valen år 2014 vann DLP en fjärde mandatperiod och Skerrit fortsatte som premiärminister, men med något mindre stöd med 15 av ledamöterna i parlamentet.

### Internationella relationer
Landet blev en republik vid självständigheten, men har ändå kvarstått i Brittiska Samväldet, och är också medlem av La Francophonie samt i den regionala sammanslutningen CARICOM och den subregionala OECS, Organisation of Eastern Caribbean States.

## Ekonomi och infrastruktur
Dominicas ekonomi är beroende av den globala ekonomins utveckling och av sitt jordbruk, främst bananodling. Klimatkänsligheten är stor, och 1995 förstördes landets hela bananskörd av en kraftig orkan. Jorden är bördig och tropiska produkter exporteras (främst bananer, citrusfrukter och kokosnötter). Men Dominica hör till de fattigaste länderna i Västindien med outvecklad industri och hög arbetslöshet. Landet satsar sedan en tid på att bygga ut turismen. Dominicas största industri är tvåltillverkning. Turistnäringen har under 2000-talet ökat, vilket har blivit ett värdefullt tillskott för ekonomin.
År 2004 bröt Dominica de diplomatiska förbindelserna med Taiwan och övergick till att erkänna Kina och betydande kinesiskt stöd har erhållits för olika projekt i landet, inklusive en modern väg på landets västra sida. Man får också stöd från Venezuela, men även från EU som deltar i finansieringen av ett större bergvärmeprojekt i landet.
Arbetslösheten är stor och 30 % av befolkningen lever under fattigdomsgränsen.

### Näringsliv

#### Energi och råvaror
Drygt hälften av Dominicas elektricitet framställs genom vattenkraft och resten av fossila bränslen, såsom råolja.
Dominicas naturtillgångar består bland annat av: timmer, vattenkraft och odlingsbar mark.

## Befolkning
Befolkningen är till största delen svart (slavättlingar). De flesta är katoliker och talar kreolfranska. Officiellt språk är dock engelska. Den indianska urbefolkningen, arawaker och senare kariber, är så gott som utplånad.

## Internationella rankningar
| Organisation                                | Undersökning                   | Rankning  |
| ------------------------------------------- | ------------------------------ | --------- |
| Heritage Foundation/The Wall Street Journal | Index of Economic Freedom 2019 | 72 av 180 |
| Reportrar utan gränser                      | Pressfrihetsindex 2019         | N/A       |
| Transparency International                  | Korruptionsindex 2018          | 45 av 180 |
| FN:s utvecklingsprogram                     | Human Development Index 2018   | 98 av 189 |